# Valencia West
Valencia West es un lugar designado por el censo ubicado en el condado de Pima en el estado estadounidense de Arizona. En el Censo de 2010 tenía una población de 9355 habitantes y una densidad poblacional de 346,08 personas por km².

## Geografía
Valencia West se encuentra ubicado en las coordenadas 32°8′5″N 111°6′41″O / 32.13472, -111.11139. Según la Oficina del Censo de los Estados Unidos, Valencia West tiene una superficie total de 27.03 km², de la cual 27.03 km² corresponden a tierra firme y (0%) 0 km² es agua.

## Demografía
Según el censo de 2010, había 9.355 personas residiendo en Valencia West. La densidad de población era de 346,08 hab./km². De los 9.355 habitantes, Valencia West estaba compuesto por el 60.62% blancos, el 3.26% eran afroamericanos, el 4.16% eran amerindios, el 1.56% eran asiáticos, el 0.21% eran isleños del Pacífico, el 26.22% eran de otras razas y el 3.97% pertenecían a dos o más razas. Del total de la población el 65.09% eran hispanos o latinos de cualquier raza.